# Zygomaturus
A Zygomaturus a Diprotodontia rendjébe és a vombatalkatúak (Vombatiformes) alrendjébe tartozó fosszilis nem.

## Rendszerezés
A nembe az alábbi fajok tartoznak:
- Zygomaturus diahotensis
- Zygomaturus gilli
- Zygomaturus keanei
- Zygomaturus keani
- Zygomaturus tasmanicus
- Zygomaturus trilobus